# Jolien Vermeylen
Jolien Vermeylen (Lovaina, 2 de mayo de 1994) es una deportista belga que compite en triatlón. En los Juegos Europeos de Cracovia 2023 consiguió una medalla de bronce en la prueba individual.

## Palmarés internacional
| Juegos Europeos | Juegos Europeos    | Juegos Europeos   | Juegos Europeos |
| Año             | Lugar              | Medalla           | Prueba          |
| --------------- | ------------------ | ----------------- | --------------- |
| 2023            | Cracovia (Polonia) | Medalla de bronce | Individual      |